# James Small
James Small  (Brechin , 1889 — 28 de novembro de 1955) foi um botânico britânico.

## Biografia
Estudou farmácia na Faculdade Birkbeck de Londres,  obtendo seu bacharelato em ciências em  1913,  o mestrado em 1916 e o doutorado em   1919. Casou-se com  Helen Pattison em 1917, união da qual terá dois filhos e uma filha.
Em 1916, foi professor-assistente de botânica na Faculdade  Armstrong  de Newcastle, e na Faculdade Bedford de 1916 a 1920. Ensinou paralelamente de  1917 a 1920 na "Escola da Sociedade de Farmácia". De 1920 a 1954, ensinou botânica no  "Queen’s university" de Belfast e, de  1954 a 1955, foi professor emérito desta instituição.

## Obras
Small  foi autor de numeros trabalhos, destacando-se a obra  Origin and Development of Compositae ; Application of Botany in Utilisation of Medicinal Plants ; Textbook of Botany ; What Botany Really and Tissues ; Geheimnisse der Botanik ; El Secreto de la Vida de las Plantas ; Pocket)Lens Plant Lore ; Practical Botany ; pH and Plants ; Modern Aspects of pH, pH of Plant Cells .